# Estreptolisina
Estreptolisina é uma exotoxina hemolítica estreptocócica.
Existem alguns tipos: estreptolisina O, oxigénio-labil, e estereptolisina S, que é oxigénio-estável.
Um anticorpo, anti-estreptolisina, pode ser detectado numa titulação de anti-estreptolisina.